# ستارلوكس
ستارلوكس (بالإيطالية: Starlux)‏ كانت شركة إيطالية مُتخصصة في المُنتجات الغذائية، وخاصةً الحساء وومكعبات المرق، والذي خلق نوعًا من المنافسة مع شركة جايينا بلانكا (الفرخة البيضاء). كما كانت شيكولاتة النوثييا وصلصة الطماطم ستارلوكس ضمن علامتها التجارية.

## تاريخ
كانت ستارلوكس، في السابق، في ملكية المجموعة الإيطالية، ستار، الشركة المُصنعة لعلامات تجارية أخرى مثل جراندإيطاليا. في منتصف التسعينيات، اشترتها شركة كنور. وفي بداية القرن الحادي والعشرين ، اندمجت الشركة مع مجموعة جايينا بلانكا، واستُبدلت علامة ستارلوكس ب جايينا بلانكا، فيما بقي في إيطاليا العلامات التجارية التقليدية لمجموعة ستار.